# Anton Jože Gale
Anton Jože Gale (26. března 1944 Jesenice – 25. března 2018 Lublaň), uváděný také jako Anton Gale nebo Tone Gale, byl slovinský lední hokejista (brankář) a jugoslávský reprezentant.

## Hráčská kariéra

### Klubová kariéra
Začínal a do svých 17 let hrál v klubu HK Jesenice. V letech 1961–1968 a 1969–1973 hájil branku HK Olimpija Lublaň, se kterým se stal mistrem Jugoslávie v ročníku 1971/1972. Poté, co byl vyhlášen nejlepším brankářem B-skupiny olympijského turnaje (1968), dostal nabídku účastnit se přípravného kempu New York Rangers. V brance New York Rangers se objevil ve třech přípravných zápasech. Zbytek sezony 1968/1969 chytal v profesionální Eastern Hockey League za Syracuse Blazers (56 utkání v základní části) a Clinton Comets (2 zápasy ve vyřazovací části). Připravoval se také v kempu Chicago Blackhawks (1972).

### Reprezentační kariéra
Jugoslávii reprezentoval ve 112 utkáních, v nichž obdržel 339 branek (1961–1973). Účastnil se Zimních olympijských her v letech 1964, 1968 a 1972. Na olympijských turnajích zasáhl do 15 utkání, což ho mezi brankáři řadí na 4. místo v historii za Vladislavem Treťjakem (19 za SSSR), Jimem Marthinsenem (17 za Norsko) a Dominikem Haškem (16 za ČSSR a ČR). Za Jugoslávii chytal na osmi mistrovstvích světa (7× v B-skupině a 1× v C-skupině) a třikrát byl vyhlášen nejlepším brankářem B-skupiny mistrovství světa. Jeho hráčskou kariéru ukončilo zranění oka, které utrpěl v pátek 23. března 1973 v zápase B-skupiny mistrovství světa se Spojenými státy americkými.

## Trenérská kariéra
Po skončení hráčské kariéry se stal trenérem. Věnoval se mládeži v HK Olimpija Lublaň a od 90. let 20. století trénoval brankáře slovinských reprezentačních výběrů.

## Ocenění
- Síň slávy slovinského hokeje – členem od roku 2007